# Идас
И́дас (др.-греч. Ἴδας) — в древнегреческой мифологии один из Афаретидов, сын Афарея (или Посейдона) и Арены. Упомянут в «Илиаде» (IX 558). Из Мессении. Идас и брат его Линкей — мессенские герои, сопоставимые, по первоначальному значению своему, с лаконскими Диоскурами. Оба брата были героями покоренной Мессении, чем и объясняется их второстепенное значение наряду с героями победоносной Спарты — Диоскурами.
Идас был женат на Марпессе, дочери Евена, эпонима этолийской реки. Марпессой хотел обладать Аполлон, но Идас похитил её на колеснице, запряжённой крылатыми конями, данными ему Посейдоном. Евен и Аполлон пустились преследовать Идаса, но Евен, не будучи в состоянии догнать, бросился в соимённую ему реку, а Аполлон настиг бегущих в Мессении. Идас стал сражаться с богом, но Зевс развёл их, предоставив Марпессе выбор. Она предпочла смертного из опасения, что бог покинет её, когда она начнёт стариться. Плодом союза Идаса с Марпессой была Клеопатра, или Алкиона, жена Мелеагра.
Аргонавт, сидел на среднем весле корабля вместе с Гераклом. Участник состязаний после смерти Кизика. Участник Калидонской охоты. По некоей трагедии, хотел отнять царство Мисии у Тевфранта, но побеждён Телефом и Парфенопеем.
Вместе с Диоскурами угнали стадо быков из Аркадии, затем возникла ссора (по другому рассказу, они поссорились из-за дочерей Левкиппа). Идас убил Кастора, но побеждён Полидевком. У него было неотразимое копьё, им он убил Кастора, но поражён перуном. Либо Идас убил Кастора, а затем Полидевка. За это Зевс поразил его перуном. По Феокриту, поражён перуном у кургана Афарея, никого не убив. Или поражён перуном в Афидне. Вместе с братом просватался к дочерям Левкиппа, но Диоскуры похители девушек раньше.
Могилы Идаса и Линкея около Скиады в Спарте. Его огромные останки нашли в Мессении в каменном пифосе.
По мнению учёных XIX века, Афаретиды и Диоскуры являются солнечными героями, как обладатели обширных стад, и становятся супругами лунных богинь Фебы и Гилаиры, дочерей Левкиппа (Светлого), брата Афарея и Тиндара. С порабощением Мессении первоначальное право Афаретидов превращается в незаконное притязание. Из-за стад и из-за Левкиппид Афаретидам приходится выдержать неравную борьбу с Диоскурами, в которой они и пали.
Первый развивает миф в этом духе Пиндар (Nem. X). Более полно развита легенда у Аполлодора, Феокрита, Овидия.